# Bentesina
Bentesina (écrit aussi Benteshina ou Pendishena) est un souverain du royaume d'Amurru qui règne vers le milieu du XIIIe siècle avant notre ère.

## Biographie
Pris entre les zones d'influence hittite et égyptienne, royaumes dirigés respectivement par Muwatalli II et Ramsès II, il choisit de se rallier au second, alors que son prédécesseur Aziru était vassal des Hittites. Il apporte son soutien à Ramsès au moment de la bataille de Qadesh, et ses renforts sont décisifs pour permettre au pharaon de se dégager de la menace hittite et battre en retraite. Après le recul des Égyptiens, il se retrouve abandonné aux Hittites qui le capturent et confient son royaume à un vassal.
Benteshina entre alors dans l'entourage de Hattusili, frère du roi hittite et le suit dans son royaume apanagé de Hakpis. Quand Hattusili renverse son neveu Mursili III et monte sur le trône du Hatti comme Hattusili III, il récompense Bentesina de sa fidélité et lui restitue la couronne de l'Amurru. Bentesina reste un vassal obéissant. Il marie sa fille avec un autre vassal des Hittites, le roi Ammistamru II d'Ougarit.